# 抱いてHOLD ON ME!
『抱いてHOLD ON ME!』（だいてホールド オン ミー!）は、モーニング娘。3枚目のシングル。1998年9月9日に発売された。

## 概要
モーニング娘。として初のオリコンシングルチャート1位獲得。
『ASAYAN』出身アーティストとして初のオリコンシングルチャート1位となる。
オリコンカラオケチャートで8週連続1位を記録。
本作で『第49回NHK紅白歌合戦』に初出場を果たした。
作詞・作曲を担当したつんく♂はこの曲について「完璧に作れた」と話している。
1998年8月26日、全国6か所のマルチビジョンを使って行われた初披露イベントは、合計約13500人を動員した。この時まで本楽曲の音源が事前にラジオ等で流されることは無かった。実質、本楽曲がテレビで解禁されたのは、初披露イベントを放送した同月8月30日放送の『ASAYAN』が最初であった。
メインは安倍なつみ、飯田圭織、福田明日香が担当。
初めて2期生にソロパートが当てられた（市井紗耶香除く）。
本作のプロモーションを兼ねたイベント映画『モーニング刑事。抱いてHOLD ON ME!』が8月18日より公開、同作エンディングテーマに使用。サウンドトラック盤には『モーニング刑事。抱いてHOLD ON ME! 』に「抱いて HOLD ON ME! (Sexy Long Version)」という別アレンジで収録された。
大サビは飯田圭織による「ねえ、笑って」というセリフが入っている。この部分について後に「つんく♂さんの強いこだわりで、海に向かって何時間も練習させられた」と語っている。プロモーションで出演したTBS系の音楽番組『うたばん』において、MVでのこのセリフの部分で全然笑っていなかったことで、MCの石橋貴明（とんねるず）にいじられた。
別バージョンの音源を加えた12cm盤が2004年12月15日発売『モーニング娘。EARLY SINGLE BOX』に収録。2005年3月2日には同じものがシングルとして発売された。
日本テレビの『ウッチャンナンチャンのウリナリ!!』内コーナー「ランキングキャラクターライブ」では当時の男性レギュラー全員によるコント「モーニング息子。」のネタとして歌われた。また、「ランキングキャラクターライブ」の後々作「ウリナリライブ 2001（2002）」によるコント「新モーニング息子。」でも歌われていたが、後に11枚目のシングルである「恋愛レボリューション21」を歌う事になった。
なお、この時は堀部圭亮とよゐこの2人はレギュラーを卒業しており、代わりに大竹一樹（さまぁ〜ず）・ゴルゴ松本（TIM）・坂本ちゃんの3人が新メンバーとして登場した。

## 収録曲
全作詞・作曲：つんく
8cm盤
1. 抱いてHOLD ON ME!
編曲：前嶋康明
2. 例えば
編曲：須藤豪&LH Project
3. 抱いてHOLD ON ME! (Instrumental)

12cm盤
1. 抱いてHOLD ON ME!
2. 例えば
3. 抱いてHOLD ON ME! (Instrumental)
4. 抱いてHOLD ON ME!（「モーニング刑事」Version）

## 参加メンバー
- 1期：中澤裕子、石黒彩、飯田圭織、安倍なつみ、福田明日香
- 2期：保田圭、矢口真里、市井紗耶香

## 参加ミュージシャン
- GEMI TAYLOR - ギター(1,4)
- 前嶋康明 - キーボード、プログラミング(1,4)
- つんく - コーラス(1,4)
- 常見和秀 - マニピュレーター(4)

## カバー
- Debbie Ffrench - トリビュートアルバム『カバー・モーニング娘。!』（2001年12月19日）に収録。
- モノンクル - 配信限定シングル「抱いてHOLD ON ME!」（2021年3月3日）に収録。